# طواف رودس الدولي 2021
طواف رودس الدولي 2021 هو سباق دراجات هوائية، وهو الموسم رقم 16 من طواف رودس الدولي، وأقيم خلال الفترة 8 أبريل 2021، وحتى 11 أبريل 2021 ضمن سباقات طواف أوروبا للدراجات 2021، وشارك فيه 166 متسابقاً ووصل إلى نهايته 114 متسابقاً.
فاز بالمركز الأول Fredrik Dversnes ‏، وبالمركز الثاني كريستيان كوش، وبالمركز الثالث Stan Van Tricht ‏، وكان الفائز حسب النقاط للشباب Stan Van Tricht ‏، وكان الفائز في تصنيف الجبال Andreas Miltiadis ‏، وفاز تيم كووب في ترتيب الفرق.

## المراحل
| قائمة المراحل | قائمة المراحل | قائمة المراحل   | قائمة المراحل      | قائمة المراحل | قائمة المراحل        | قائمة المراحل        |
| المرحلة       | التاريخ       | الدورة          |                    | المسافة (كم)  | الفائز بالمرحلة      | القائد العام         |
| ------------- | ------------- | --------------- | ------------------ | ------------- | -------------------- | -------------------- |
| المقدمة       | 8 أبريل       | رودس – رودس     | ضد الساعة          | 1٫9           | Marceli Bogusławski ‏ | Marceli Bogusławski ‏ |
| مرحلة 1       | 9 أبريل       | رودس – باراديشن | مرحلة جبلية متوسطة | 138٫5         | كريستيان كوش         | Louis Bendixen ‏      |
| مرحلة 2       | 10 أبريل      | رودس – ماريتسا  | مرحلة جبلية متوسطة | 150           | كريستيان كوش         | كريستيان كوش         |
| مرحلة 3       | 11 أبريل      | رودس – أفانتو   | مرحلة جبلية متوسطة | 153٫5         | Karl Patrick Lauk ‏   | Fredrik Dversnes ‏    |

## النتيجة

### مرحلة 0
هي مرحلة أقيمت في 8 أبريل 2021، وامتدّت لمسافة 1.9 كيلومتر. فاز بالمرحلة Marceli Bogusławski ‏، وكان متصدر الترتيب العام في نهاية المرحلة Marceli Bogusławski ‏.
| التصنيف العام         | التصنيف العام        | التصنيف العام | التصنيف العام                            | التصنيف العام |
| العداء                | العداء               | البلد         | الفريق                                   | الوقت         |
| --------------------- | -------------------- | ------------- | ---------------------------------------- | ------------- |
| 1                     | Marceli Bogusławski ‏ | بولندا        | Mazowsze Serce Polski ‏                   | 2 د 35 ث      |
| 2                     | Daan Hoole ‏          | هولندا        | SEG Racing Academy ‏                      | + 1 ث         |
| 3                     | النرويج              | تيم كووب ‏     | + 1 ث                                    |               |
| 4                     | Fredrik Dversnes ‏    | النرويج       | تيم كووب ‏                                | + 1 ث         |
| 5                     | Louis Bendixen ‏      | الدنمارك      | تيم كووب ‏                                | + 2 ث         |
| 6                     | Jan Hugger ‏          | ألمانيا       | Team Lotto–Kern Haus ‏                    | + 4 ث         |
| 7                     | Eirik Lunder ‏        | النرويج       | تيم كووب ‏                                | + 4 ث         |
| 8                     | Andreas Miltiadis ‏   | قبرص          | فريق قبرص لسباق الدراجات للرجال 2021 ‏    | + 5 ث         |
| 9                     | Daniel Crista ‏       | رومانيا       | فريق رومانيا لركوب الدراجات للرجال 2021 ‏ | + 5 ث         |
| 10                    | تورد غودميستاد ‏      | النرويج       | تيم كووب ‏                                | + 5 ث         |
| مصدر: ProCyclingStats |                      |               |                                          |               |

### مرحلة 1
هي مرحلة جبلية متوسطة، أقيمت في 9 أبريل 2021، وامتدّت لمسافة 138.5 كيلومتر. فاز بالمرحلة كريستيان كوش، وكان متصدر الترتيب العام في نهاية المرحلة Louis Bendixen ‏.
| التصنيف العام         | التصنيف العام        | التصنيف العام | التصنيف العام           | التصنيف العام |
| العداء                | العداء               | البلد         | الفريق                  | الوقت         |
| --------------------- | -------------------- | ------------- | ----------------------- | ------------- |
| 1                     | Louis Bendixen ‏      | الدنمارك      | تيم كووب ‏               | 3 س 21 د 06 ث |
| 2                     | Marceli Bogusławski ‏ | بولندا        | Mazowsze Serce Polski ‏  | + 1 ث         |
| 3                     | Kim Heiduk ‏          | ألمانيا       | Team Lotto–Kern Haus ‏   | + 1 ث         |
| 4                     | كريستيان كوش         | ألمانيا       | Team Lotto–Kern Haus ‏   | + 2 ث         |
| 5                     | Daan Hoole ‏          | هولندا        | SEG Racing Academy ‏     | + 2 ث         |
| 6                     | النرويج              | تيم كووب ‏     | + 2 ث                   |               |
| 7                     | Fredrik Dversnes ‏    | النرويج       | تيم كووب ‏               | + 2 ث         |
| 8                     | Stan Van Tricht ‏     | بلجيكا        | SEG Racing Academy ‏     | + 4 ث         |
| 9                     | Miká Heming ‏         | ألمانيا       | WSA KTM Graz p/b Leomo ‏ | + 4 ث         |
| 10                    | Jan Hugger ‏          | ألمانيا       | Team Lotto–Kern Haus ‏   | + 5 ث         |
| مصدر: ProCyclingStats |                      |               |                         |               |

### مرحلة 2
هي مرحلة جبلية متوسطة، أقيمت في 10 أبريل 2021، وامتدّت لمسافة 150 كيلومتر. فاز بالمرحلة كريستيان كوش، وكان متصدر الترتيب العام في نهاية المرحلة كريستيان كوش.
| التصنيف العام         | التصنيف العام       | التصنيف العام | التصنيف العام                         | التصنيف العام |
| العداء                | العداء              | البلد         | الفريق                                | الوقت         |
| --------------------- | ------------------- | ------------- | ------------------------------------- | ------------- |
| 1                     | كريستيان كوش        | ألمانيا       | Team Lotto–Kern Haus ‏                 | 7 س 12 د 32 ث |
| 2                     | Fredrik Dversnes ‏   | النرويج       | تيم كووب ‏                             | + 2 ث         |
| 3                     | Stan Van Tricht ‏    | بلجيكا        | SEG Racing Academy ‏                   | + 8 ث         |
| 4                     | Kim Heiduk ‏         | ألمانيا       | Team Lotto–Kern Haus ‏                 | + 9 ث         |
| 5                     | Daan Hoole ‏         | هولندا        | SEG Racing Academy ‏                   | + 10 ث        |
| 6                     | Jan Hugger ‏         | ألمانيا       | Team Lotto–Kern Haus ‏                 | + 13 ث        |
| 7                     | دانيال توريك        | التشيك        | Team Felt–Felbermayr ‏                 | + 14 ث        |
| 8                     | Johannes Hodapp ‏    | ألمانيا       | Sauerland NRW-SKS Germany ‏            | + 17 ث        |
| 9                     | Alexandros Agrotis ‏ | قبرص          | فريق قبرص لسباق الدراجات للرجال 2021 ‏ | + 17 ث        |
| 10                    | Paweł Bernas ‏       | بولندا        | Mazowsze Serce Polski ‏                | + 18 ث        |
| مصدر: ProCyclingStats |                     |               |                                       |               |

### مرحلة 3
هي مرحلة جبلية متوسطة، أقيمت في 11 أبريل 2021، وامتدّت لمسافة 153.5 كيلومتر. فاز بالمرحلة Karl Patrick Lauk ‏، وكان متصدر الترتيب العام في نهاية المرحلة Fredrik Dversnes ‏.

## التصنيف العام النهائي
| التصنيف العام         | التصنيف العام       | التصنيف العام | التصنيف العام                         | التصنيف العام  |
| العداء                | العداء              | البلد         | الفريق                                | الوقت          |
| --------------------- | ------------------- | ------------- | ------------------------------------- | -------------- |
| 1                     | Fredrik Dversnes ‏   | النرويج       | تيم كووب ‏                             | 11 س 04 د 09 ث |
| 2                     | كريستيان كوش        | ألمانيا       | Team Lotto–Kern Haus ‏                 | + 4 ث          |
| 3                     | Stan Van Tricht ‏    | بلجيكا        | SEG Racing Academy ‏                   | + 8 ث          |
| 4                     | Kim Heiduk ‏         | ألمانيا       | Team Lotto–Kern Haus ‏                 | + 11 ث         |
| 5                     | Daan Hoole ‏         | هولندا        | SEG Racing Academy ‏                   | + 14 ث         |
| 6                     | Jan Hugger ‏         | ألمانيا       | Team Lotto–Kern Haus ‏                 | + 17 ث         |
| 7                     | دانيال توريك        | التشيك        | Team Felt–Felbermayr ‏                 | + 18 ث         |
| 8                     | Johannes Hodapp ‏    | ألمانيا       | Sauerland NRW-SKS Germany ‏            | + 21 ث         |
| 9                     | Paweł Bernas ‏       | بولندا        | Mazowsze Serce Polski ‏                | + 21 ث         |
| 10                    | Alexandros Agrotis ‏ | قبرص          | فريق قبرص لسباق الدراجات للرجال 2021 ‏ | + 21 ث         |
| مصدر: ProCyclingStats |                     |               |                                       |                |

## وصلات خارجية
- الموقع الرسمي
- لمحة عن سباق طواف رودس الدولي 2021 على موقع  ProCyclingStats   (برو  سايكلنج  ستاتس) - إحصاءات  محترفي  الدراجات.
- طواف رودس الدولي 2021 على موقع إحصائيات الدراجات الإحترافية (الإنجليزية)